# Coustouge
Coustouge település Franciaországban, Aude megyében. Lakosainak száma 116 fő (2022. január 1.). Coustouge Fontjoncouse, Jonquières, Saint-Laurent-de-la-Cabrerisse és Thézan-des-Corbières községekkel határos.

## Népesség
A település népességének változása:
| Lakosok száma | 128  | 101  | 76   | 84   | 117  | 126  | 121  | 118  | 116  | 116  |
|               | 1968 | 1982 | 1990 | 2006 | 2013 | 2015 | 2017 | 2019 | 2020 | 2022 |